# Étienne Camus
Pour les articles homonymes, voir Camus.
Étienne Camus, né en 1867 et mort en 1955, est un sculpteur français connu pour avoir conçu le modèle de la statue, le Poilu au repos, présent sur plusieurs centaines de monuments aux morts en France, ainsi que sa variante du Poilu baïonnette au canon (d).

## Biographie

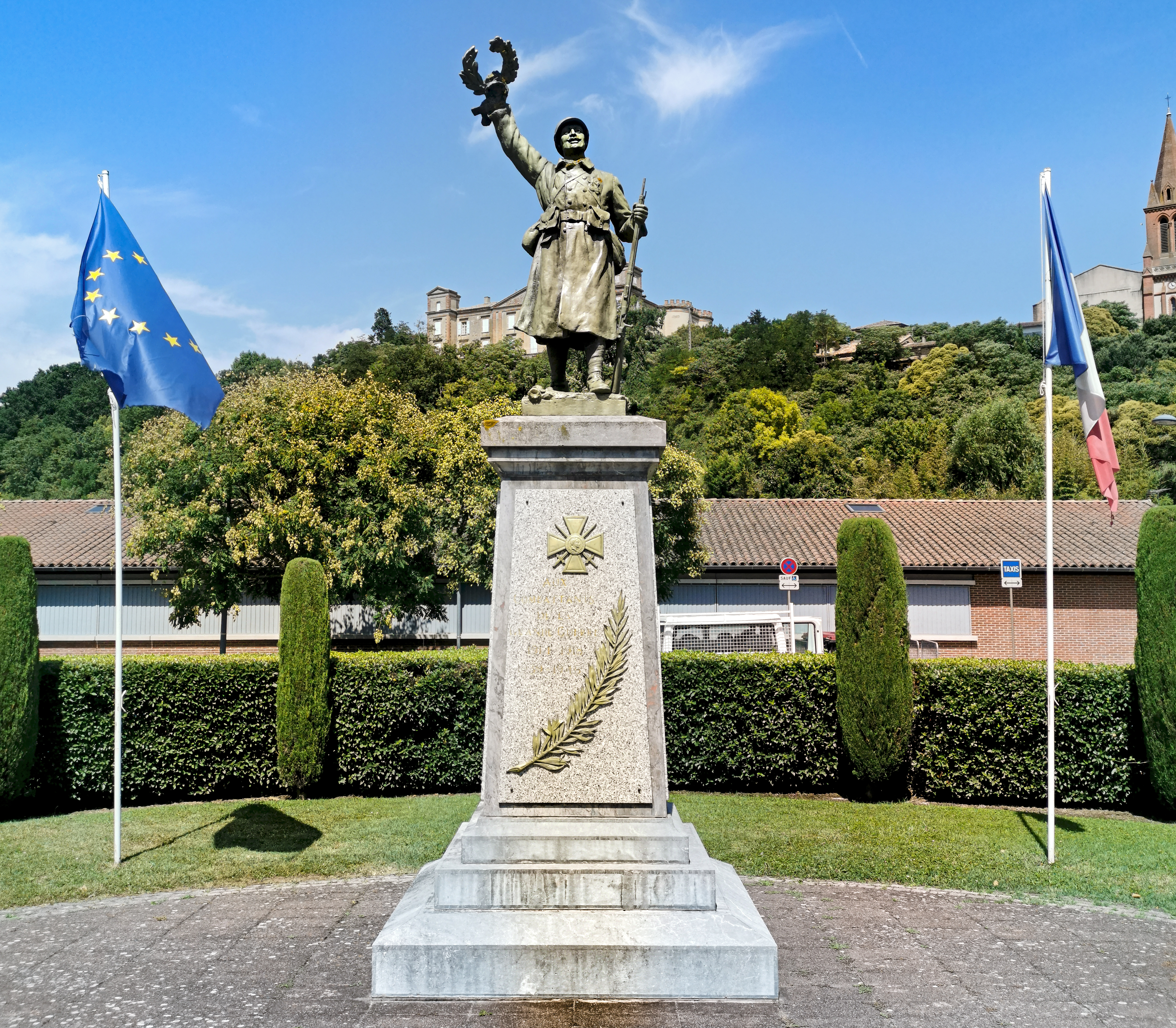
Monument aux morts de Castelnau-d'Estrétefonds.

Étienne Camus est né le 11 novembre 1867 à Montceau-les-Mines (commune française de Saône-et-Loire), et décédé le 21 juin 1955 à Amiens (Somme).
Ingénieur des arts et métiers, il travaille dans les mines, puis s'installe, aux environs de 1904, à Toulouse (Haute-Garonne), où il se reconvertit dans la sculpture en collaborant avec le fabricant de mobilier religieux Hippolyte Miquel. À la fin des années 1920, lui et son épouse se retirent à Amiens pour se rapprocher de leur famille.

## Œuvres dans les collections publiques
- Poilu brandissant une couronne de lauriers, sur le monument aux morts de Castelnau-d'Estrétefonds.

### Œuvres d'édition
Les statues de Camus ont été réalisées par les fonderies de Vaucouleurs (Tusey) et Castelnaudary (Edmond Guichard). Hector Jacomet à  Villedieu éditait ces statues, mais ne les fondait pas,.
Ces œuvres reproduites en série, ornent de nombreux monuments aux morts. Elles ont parfois été badigeonnées d'une polychromie postérieure à l'érection.

#### Poilu au repos

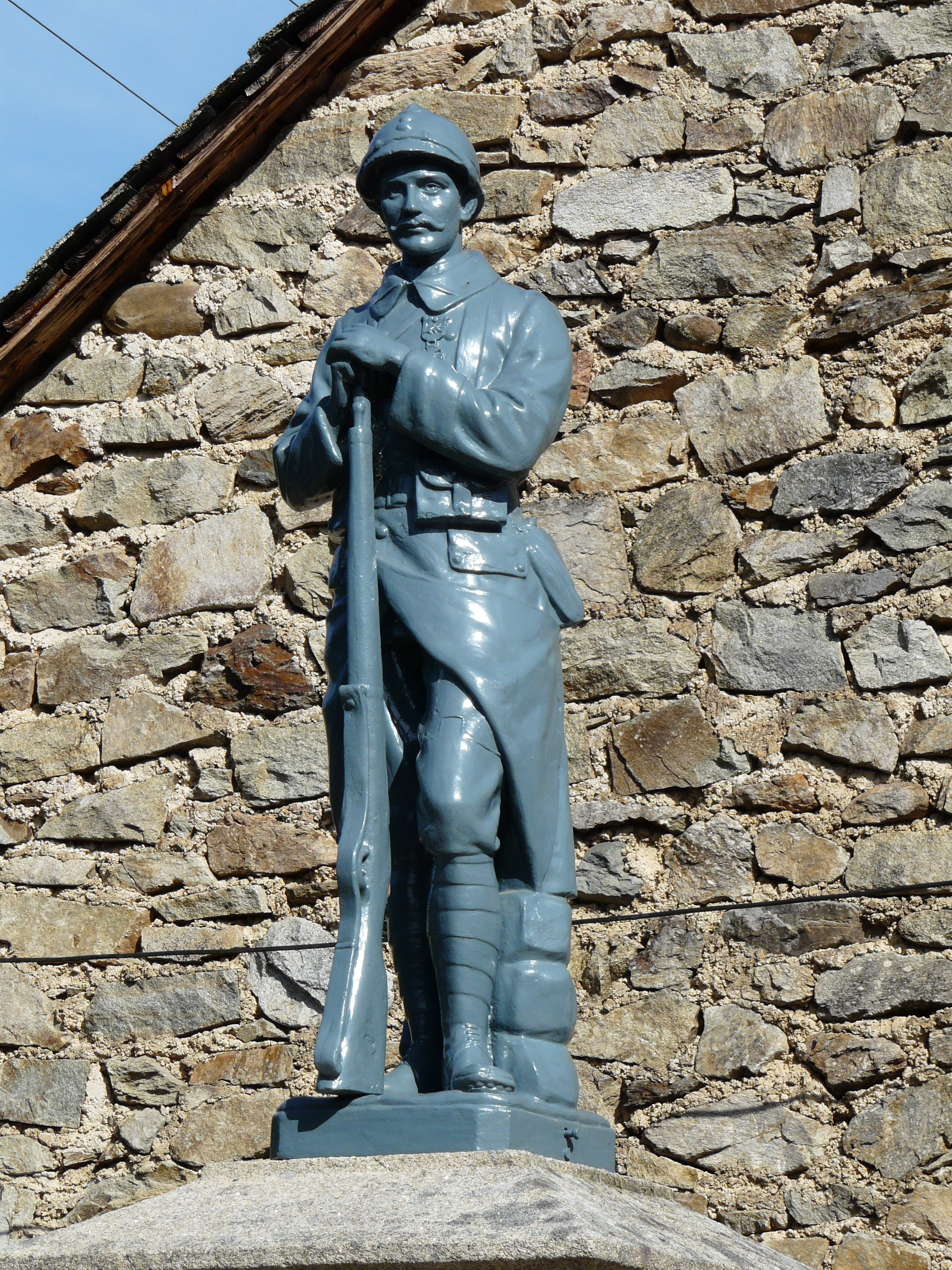
Monument aux morts de Monceaux-sur-Dordogne.

Le Poilu au repos, également appelé Poilu Sentinelle et parfois Sentinelle au repos, est son œuvre la plus connue. La statue orne environ 700 monuments aux morts. Elle représente un poilu, un soldat français de la Première Guerre mondiale. Vêtu de son uniforme : casque, manteau, pantalon et bandes molletières, il arbore une décoration à son revers. Il se tient debout, les mains appuyées sur le canon de son fusil, dont la crosse repose à terre, orientée parallèlement à ses pieds. Son pied gauche est légèrement avancé et sa main gauche repose sur sa main droite. Portant une moustache, il regarde droit devant lui.

#### Poilu baïonnette au canon
Le Poilu baïonnette au canon (d) est une variante de la statue du poilu au repos. Cette statue est présente à plus d'une centaine d'exemplaires sur l'ensemble du territoire national. Le poilu tient le canon de son fusil avec ses mains. Sa main gauche recouvre partiellement sa main droite. Le fusil est légèrement incliné du pied droit du poilu vers son épaule gauche. Sur certains exemplaires, la baïonnette est absente.
Elle est présente sur le monument aux morts de : Alan, Annesse-et-Beaulieu, Arçon, Arifat, Bantigny, Beugny, Bilieu, Blanzac, Bourget-en-Huile, Carelles, Chitray, Cognin-les-Gorges, Cussac, Domeyrot, Dung, Dury, Écoche, Escornebœuf, Essigny-le-Petit, Estevelles, Fargues, Fontaine-lès-Croisilles, Galapian, Giscos, Glay, Guerlesquin, Igoville, La Chapelle-Janson, La Sauvetat-de-Savères, Labastide-du-Vert, Lavours, Le Cergne, Libercourt (dans le cimetière militaire), Lihons, Lourenties, Mathay, Pallegney, Pommiers-Moulons, Pradelles-en-Val, Pressignac, Saint-Laurent-du-Bois, Saint-Priest-la-Prugne, Savy-Berlette, Sauvigny-les-Bois, Sermizelles, Tosse et Verrey-sous-Salmaise.
La statue du Poilu écrasant l'aigle allemand (d) réalisée par Charles-Henri Pourquet, présente sur de nombreux monuments aux morts en France est très semblable au Poilu baïonnette au canon, et peut être confondue avec celui-ci.

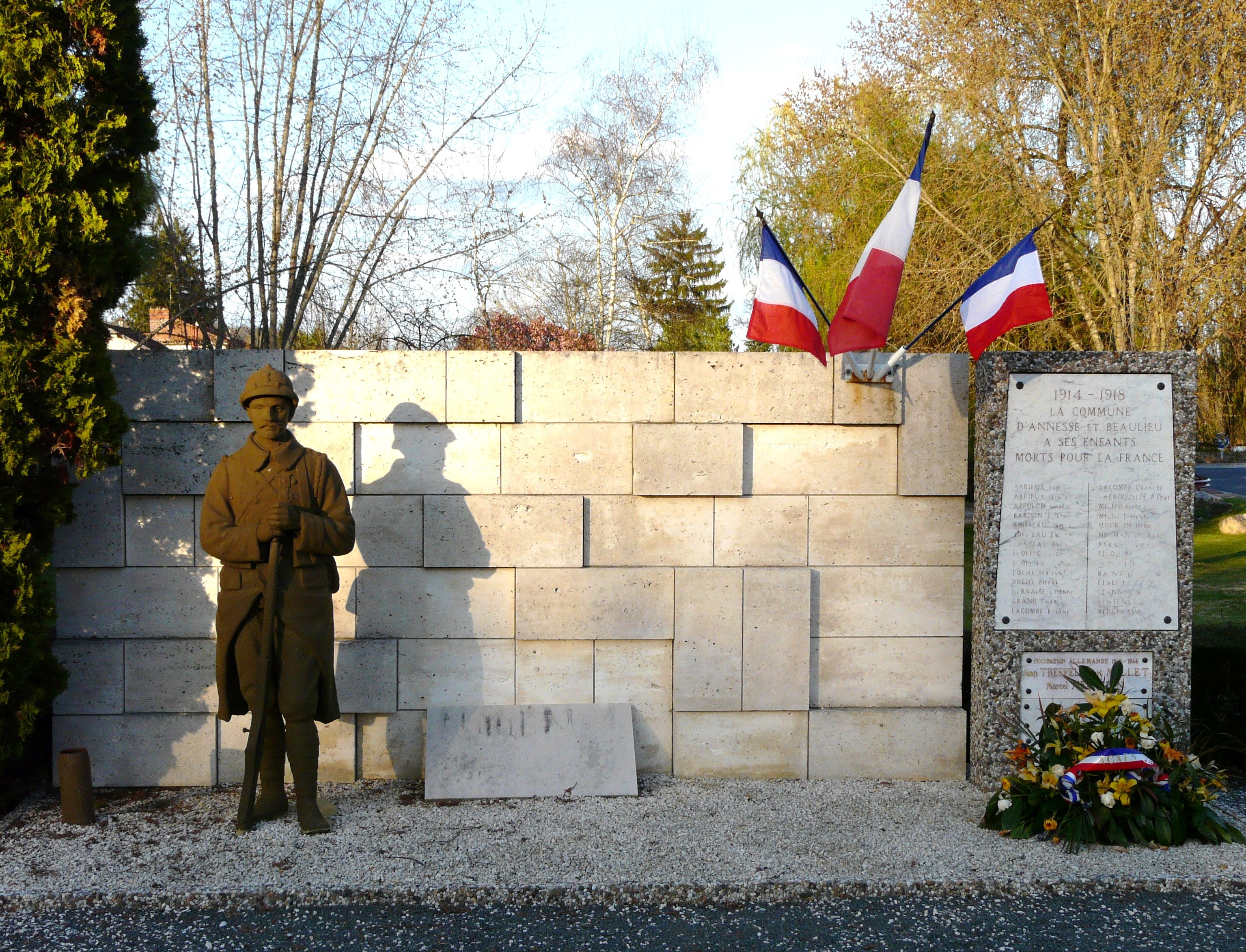
Monument aux morts d'Annesse-et-Beaulieu.
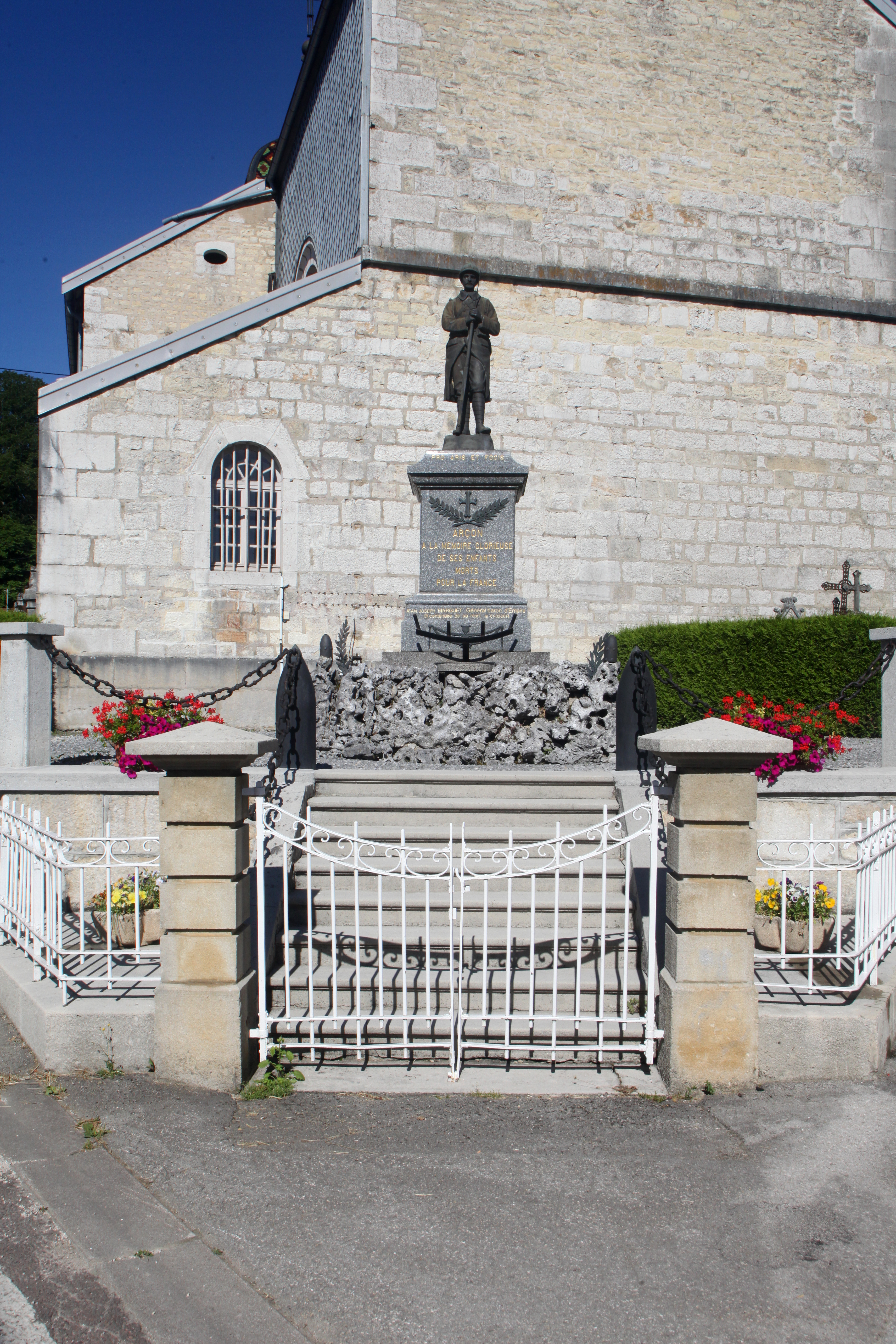
Monument aux morts d'Arçon.
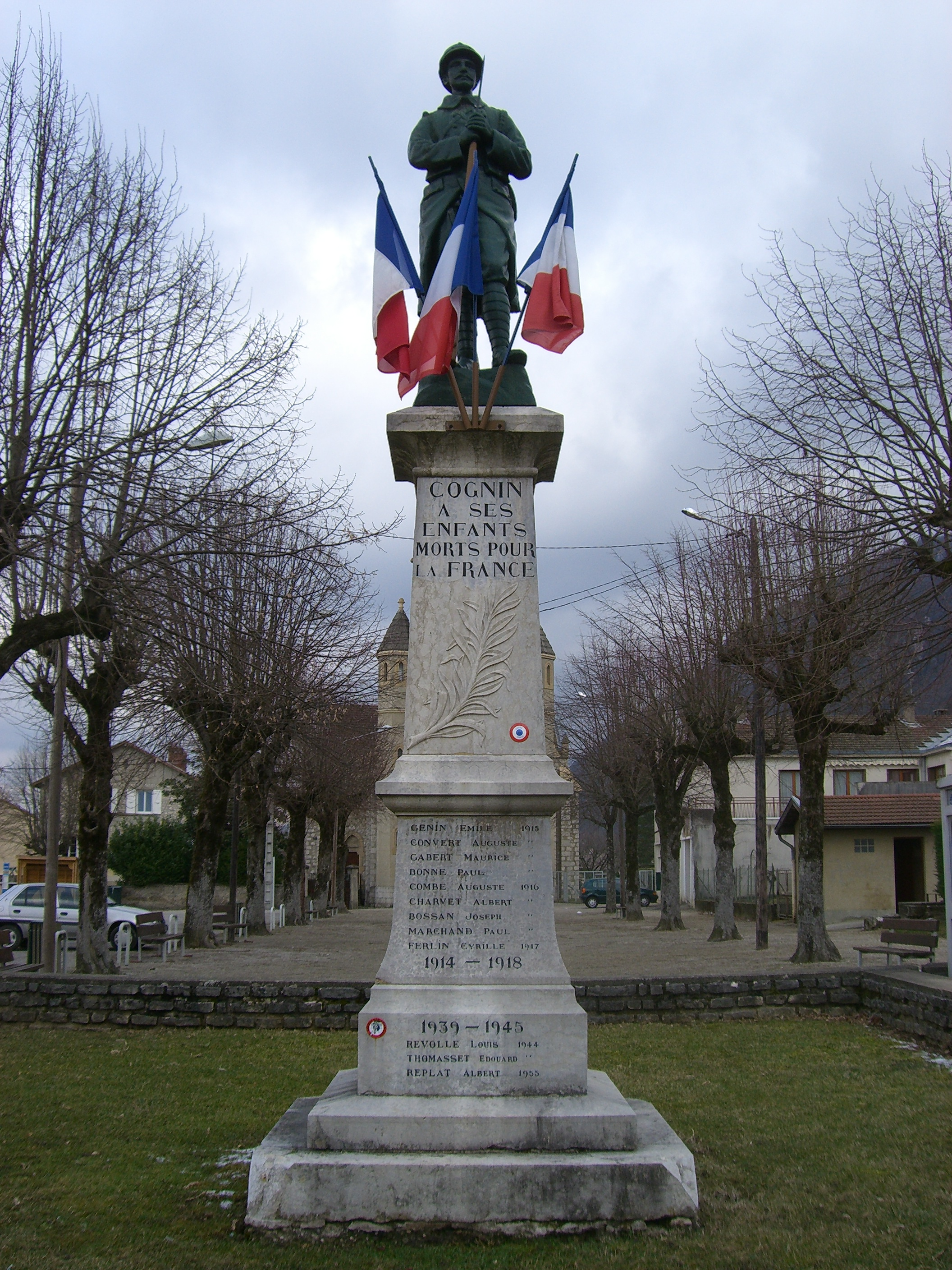
Monument aux morts de Cognin-les-Gorges.
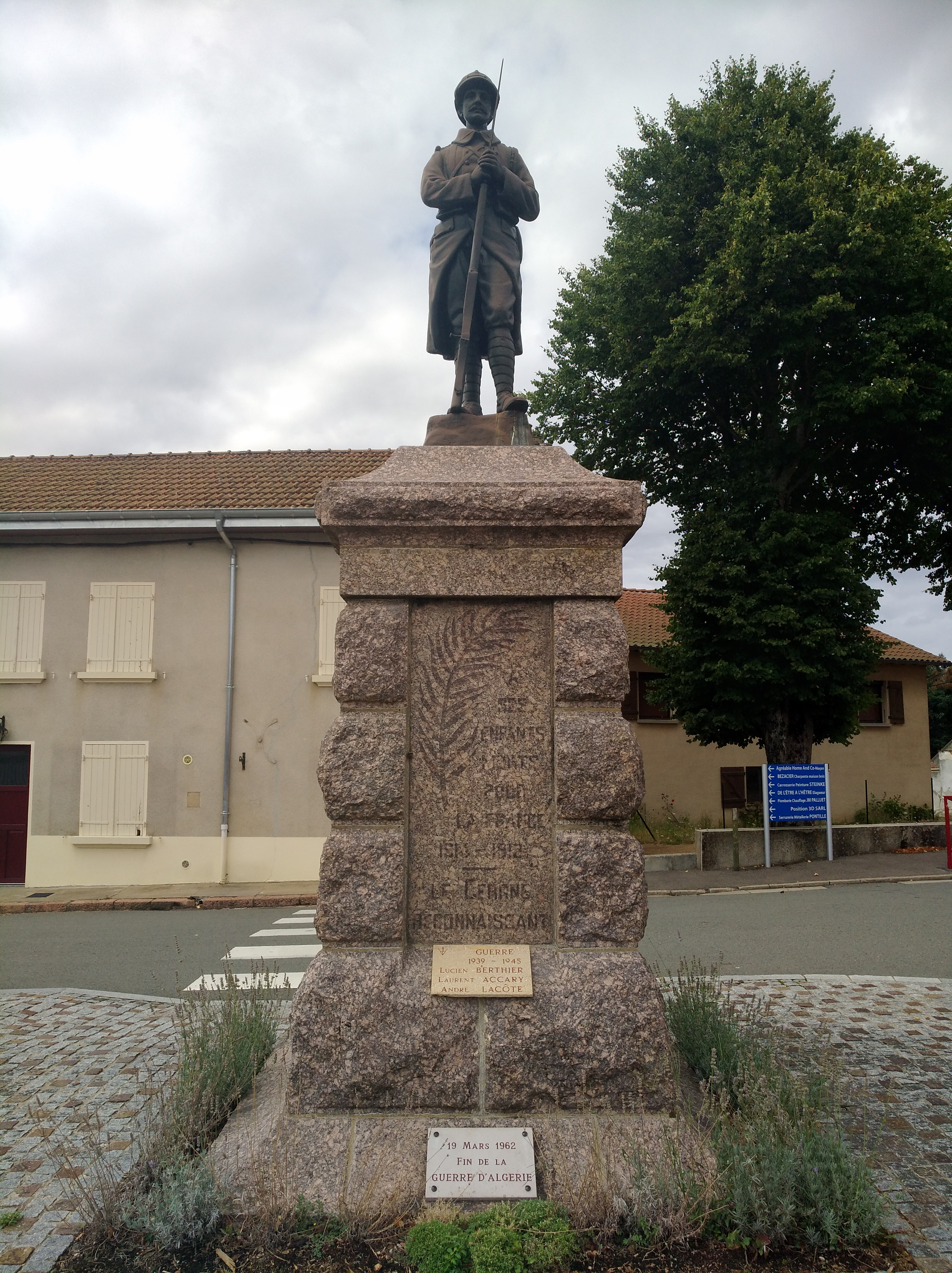
Monument aux morts de Le Cergne.
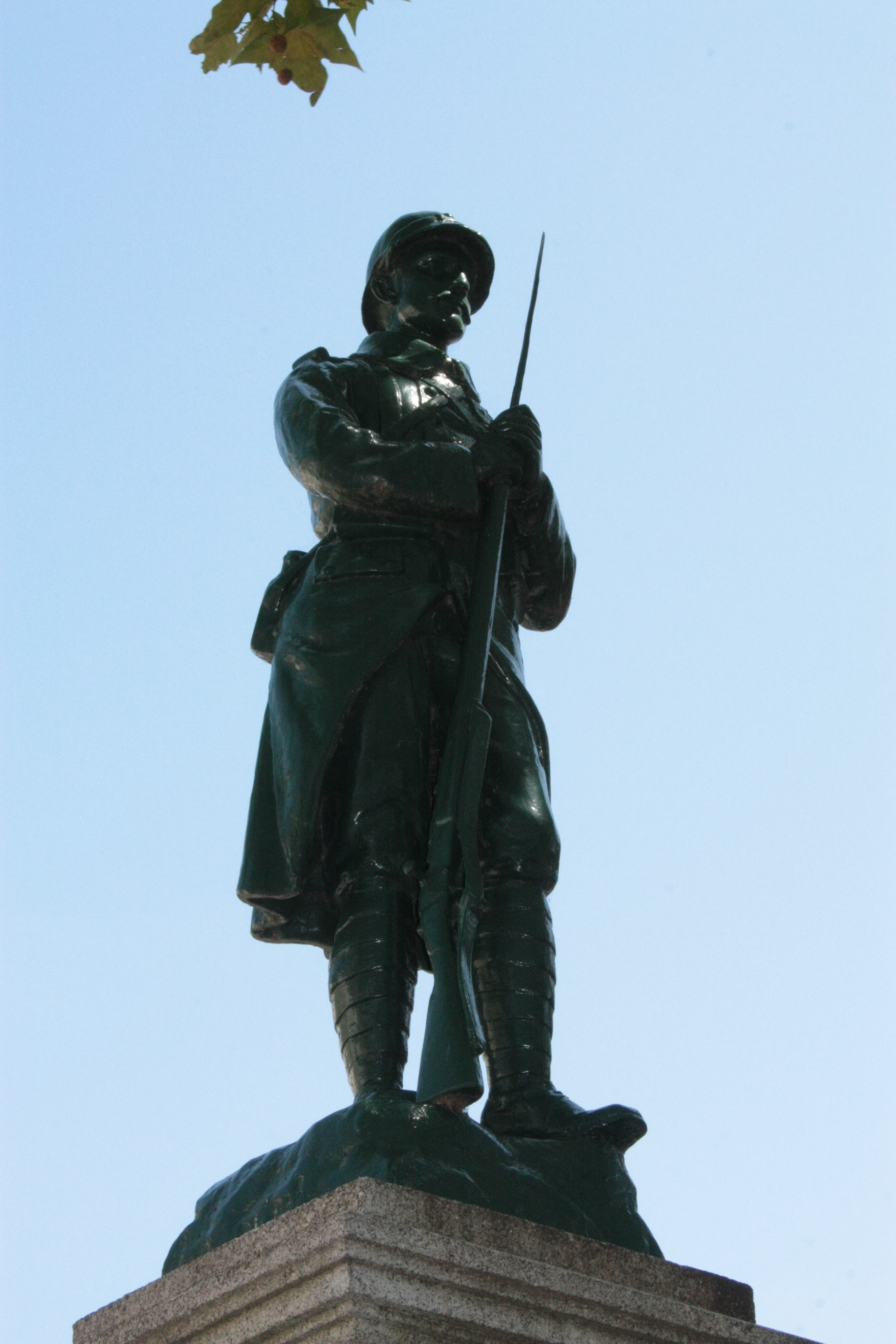
Monument aux morts de Pradelles-en-Val.
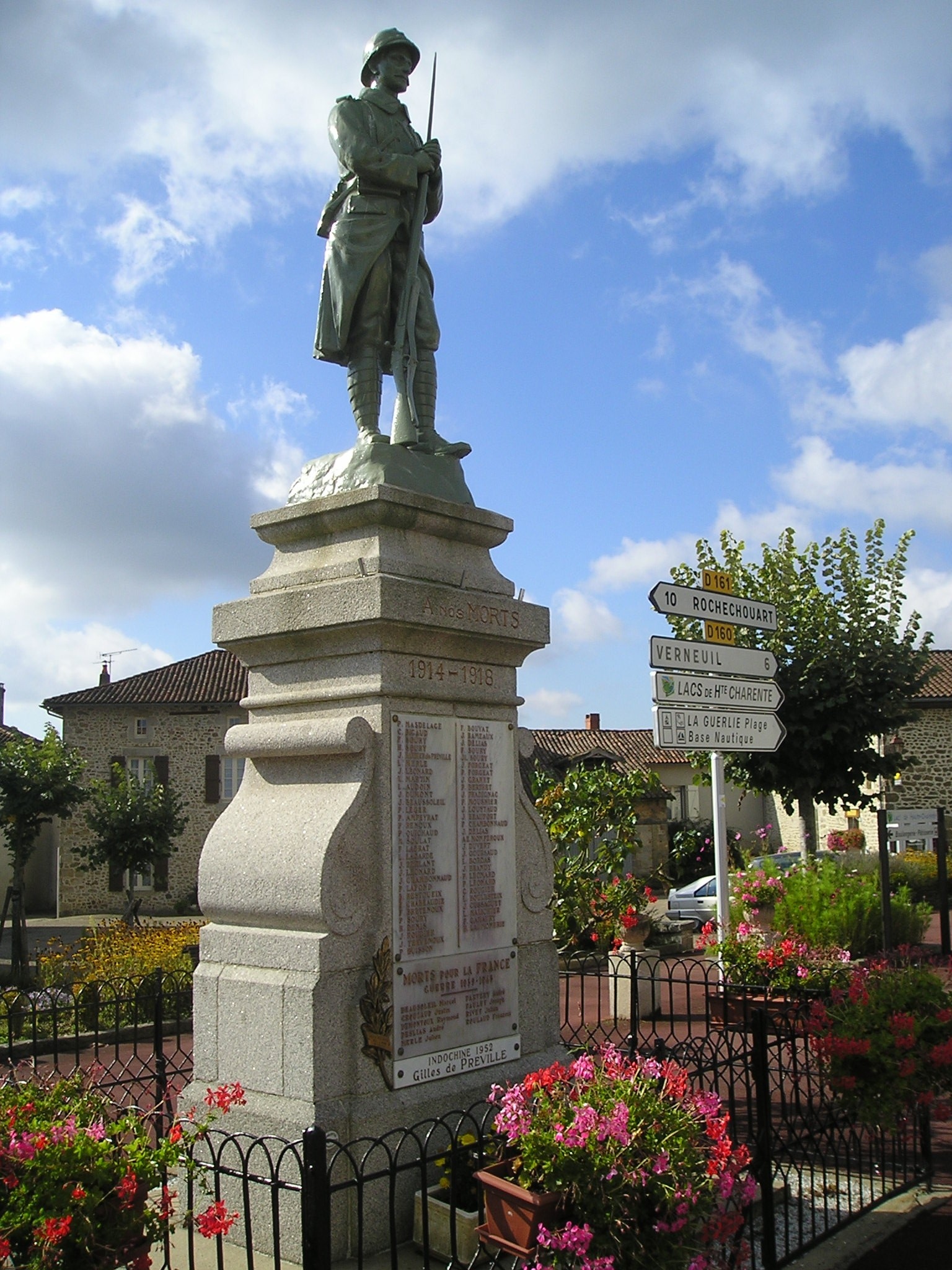
Monument aux morts de Pressignac.
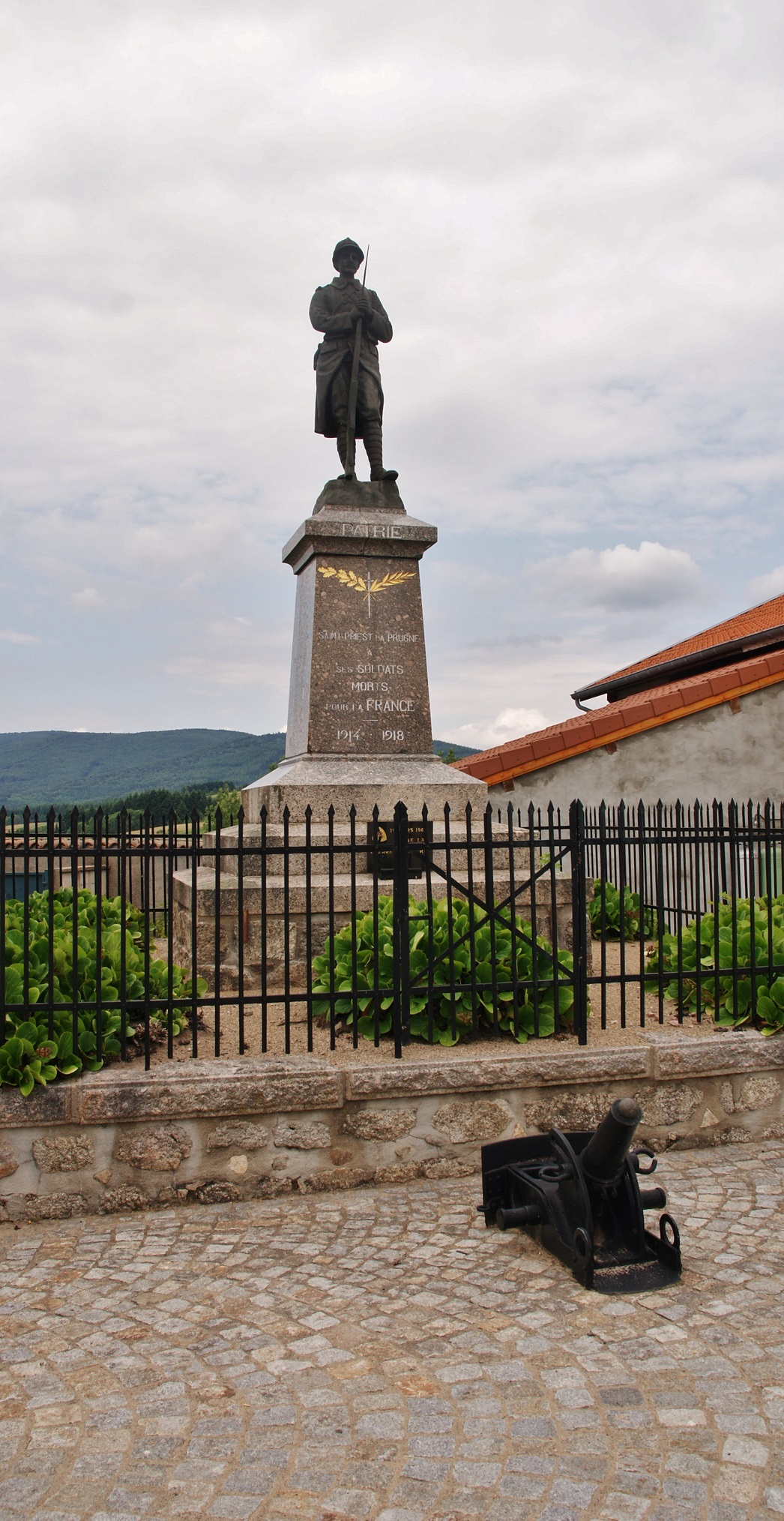
Monument aux morts de Saint-Priest-la-Prugne.

#### Victoire ailée avec couronne au-dessus de la tête
Également appelée Victoire ailée élevant une couronne au-dessus de sa tête. La statue est présente sur le monument aux morts de : Bazouges, Charmois-l'Orgueilleux, Douelle, La Chapelle-d'Aurec, Les Autels, Mondavezan, Ohis, Ribécourt-la-Tour, Saint-Martin-de-la-Lieue, Samouillan, Thénorgues et Verchain-Maugré.

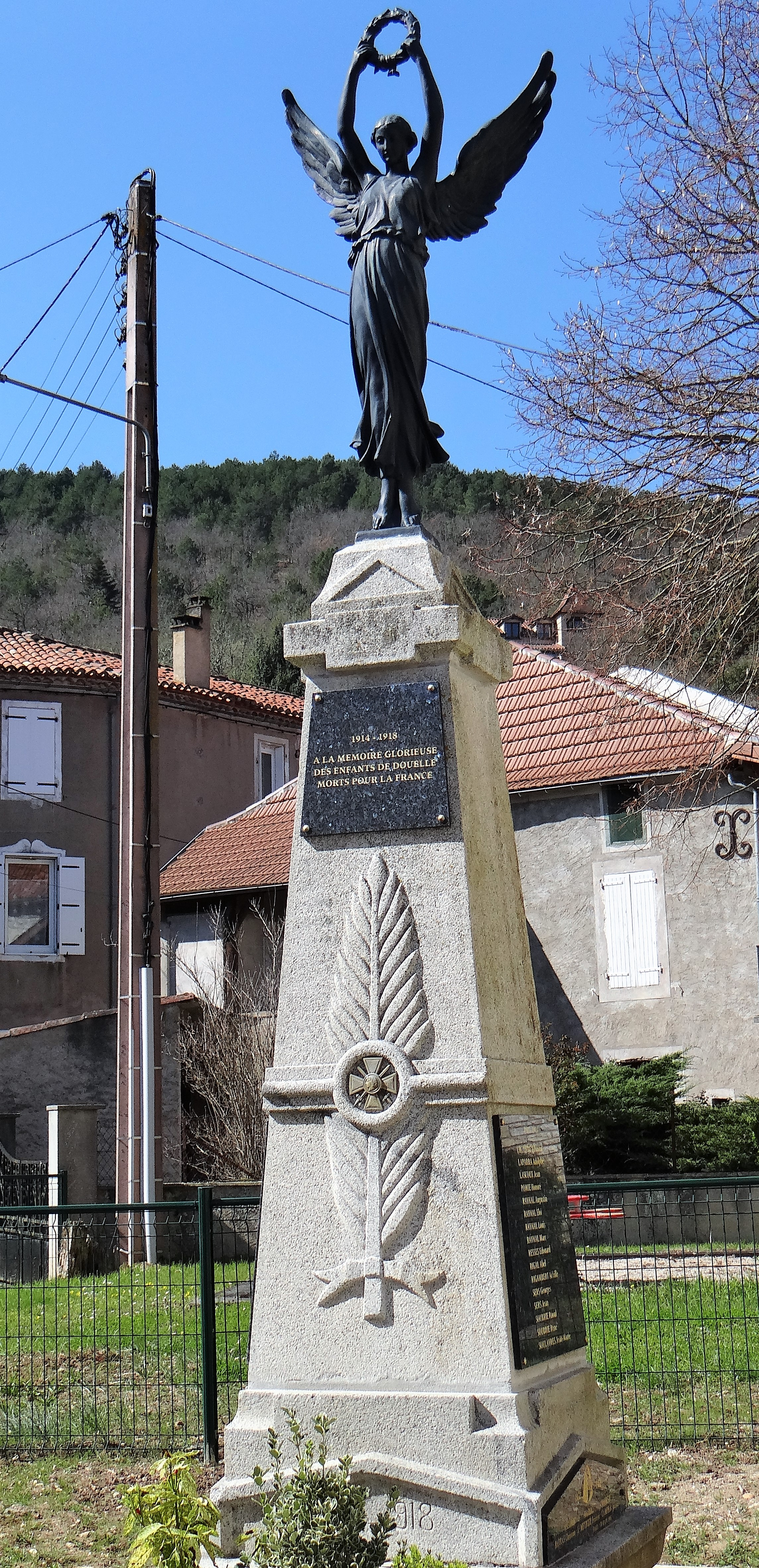
Monument aux morts de Douelle.
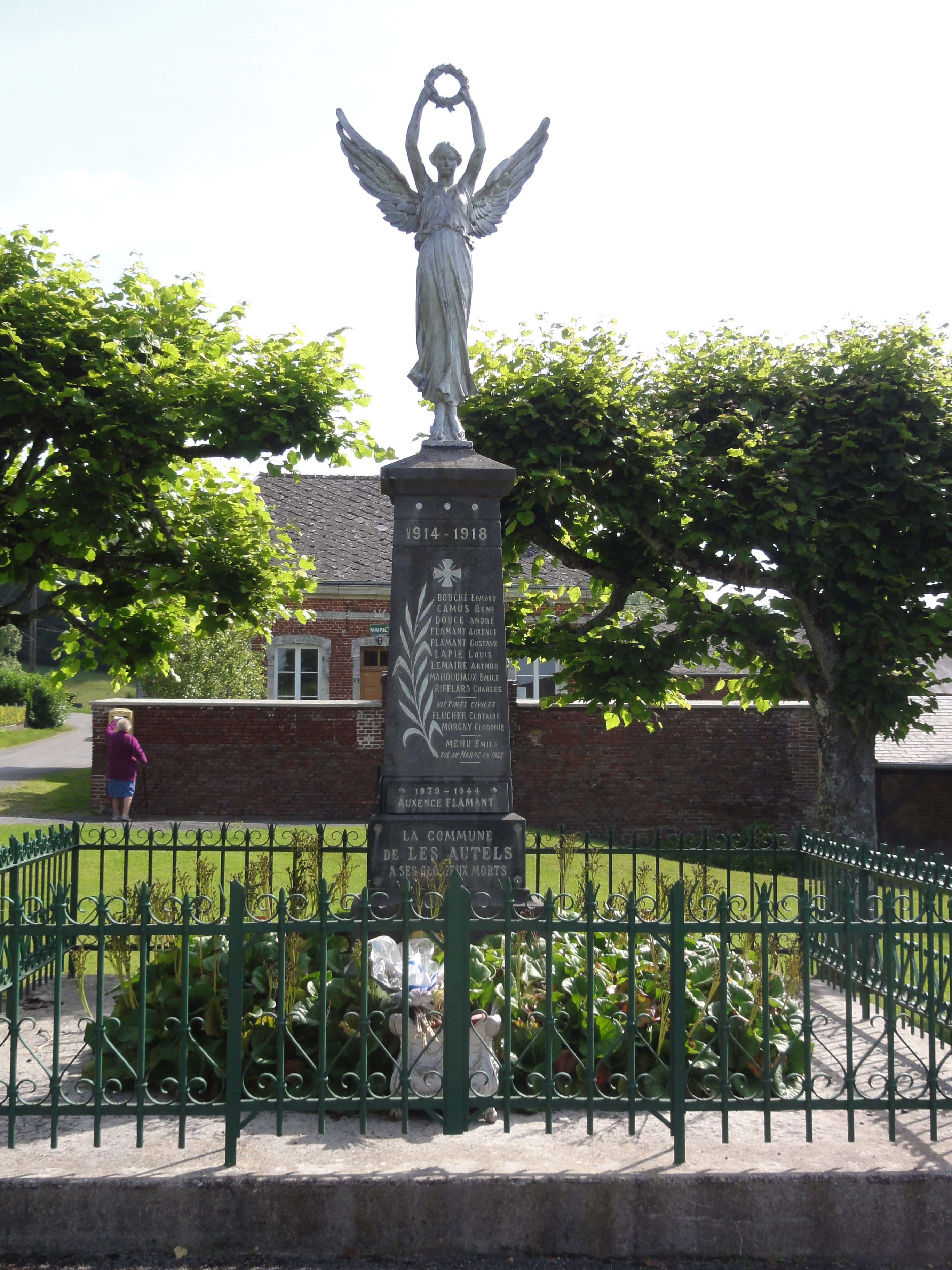
Monument aux morts des Autels.
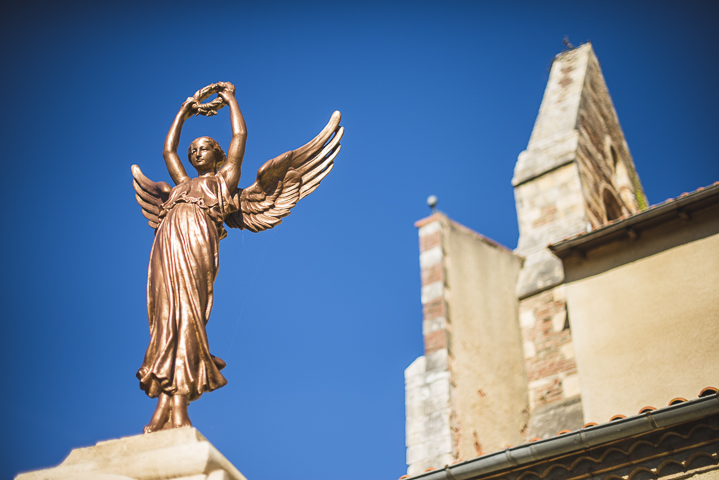
Monument aux morts de Mondavezan.
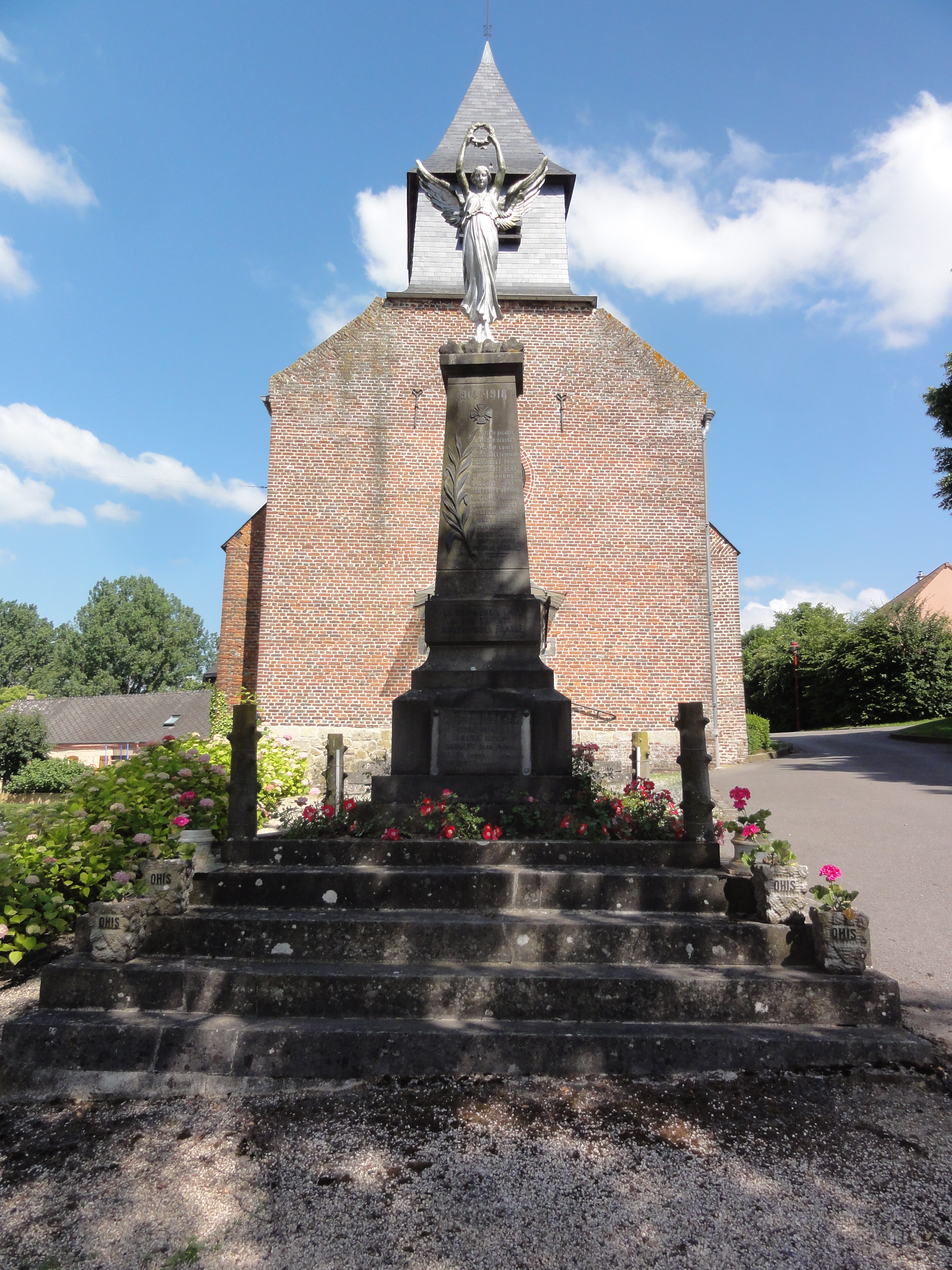
Monument aux morts d'Ohis.
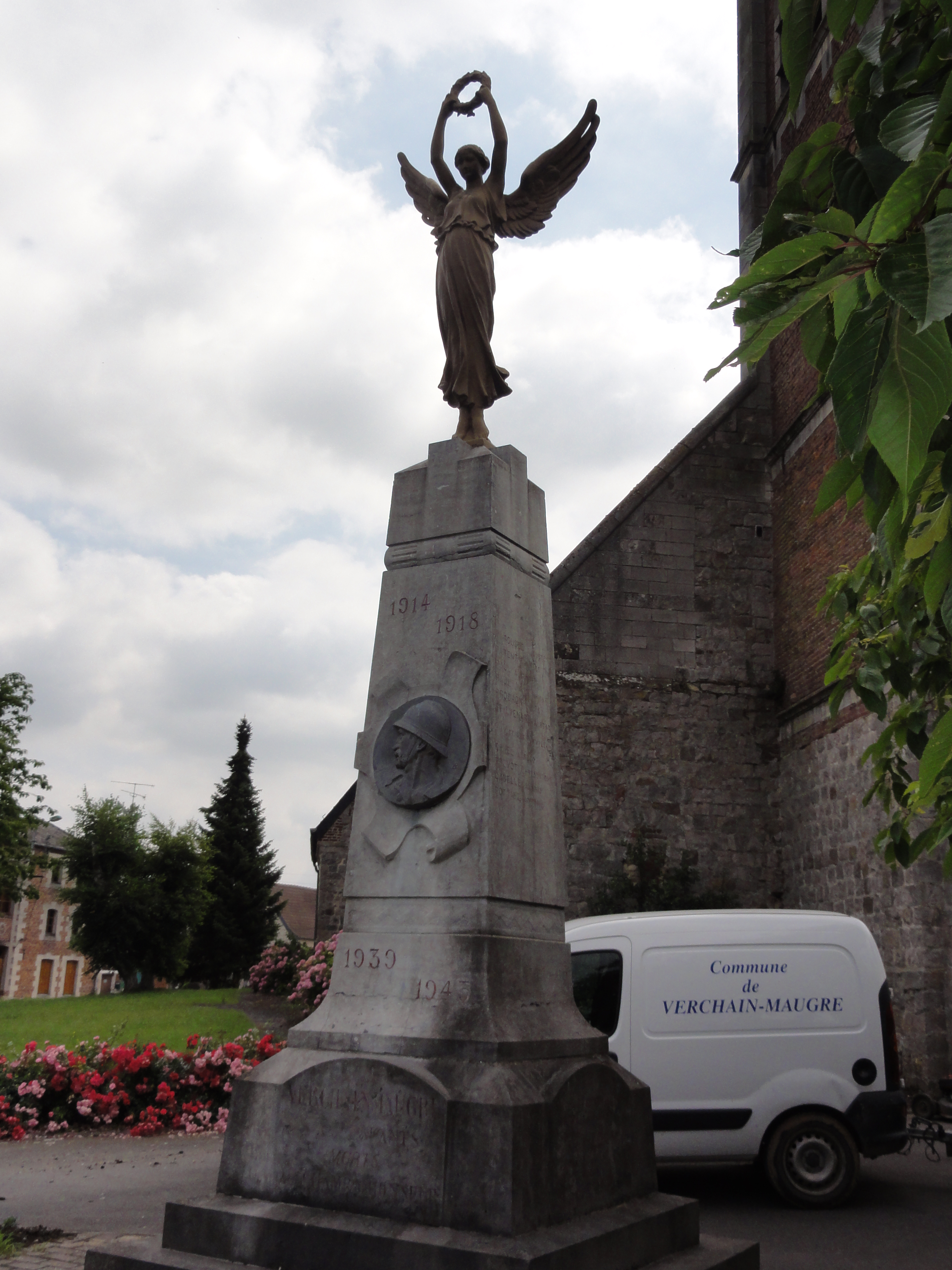
Monument aux morts de Verchain-Maugré.

#### Aumônier assistant un soldat mourant
Ce bas-relief représente un aumônier qui assiste un poilu mourant. Il en existe plus d'une centaine d'exemplaires en France. Cette stèle s'est vendue en trois tailles différentes, et certaines variations dans le détail peuvent apparaître : l'aumônier arbore parfois un casque, d'autres fois un calot ; il porte ou non son havresac sur le dos. Le poilu, à gauche du registre central est une réplique à taille réduite du Poilu au repos, à cela près qu'il ne regarde pas devant lui mais tourne la tête vers sa gauche et son pied gauche n'est pas aligné avec son pied droit mais écarté vers sa gauche.
Il est présent sur le monument aux morts à l'intérieur de l'église de : Ambon, Attignéville, Baigts, Cambounès, Cherrueix, Contres, Gimbrède, Givet, Monchy-Breton, Montgey, Saint-Alban-Auriolles, Saint-André et Villasavary et sous le porche de l'église Saint-Caprais de Toulouse.

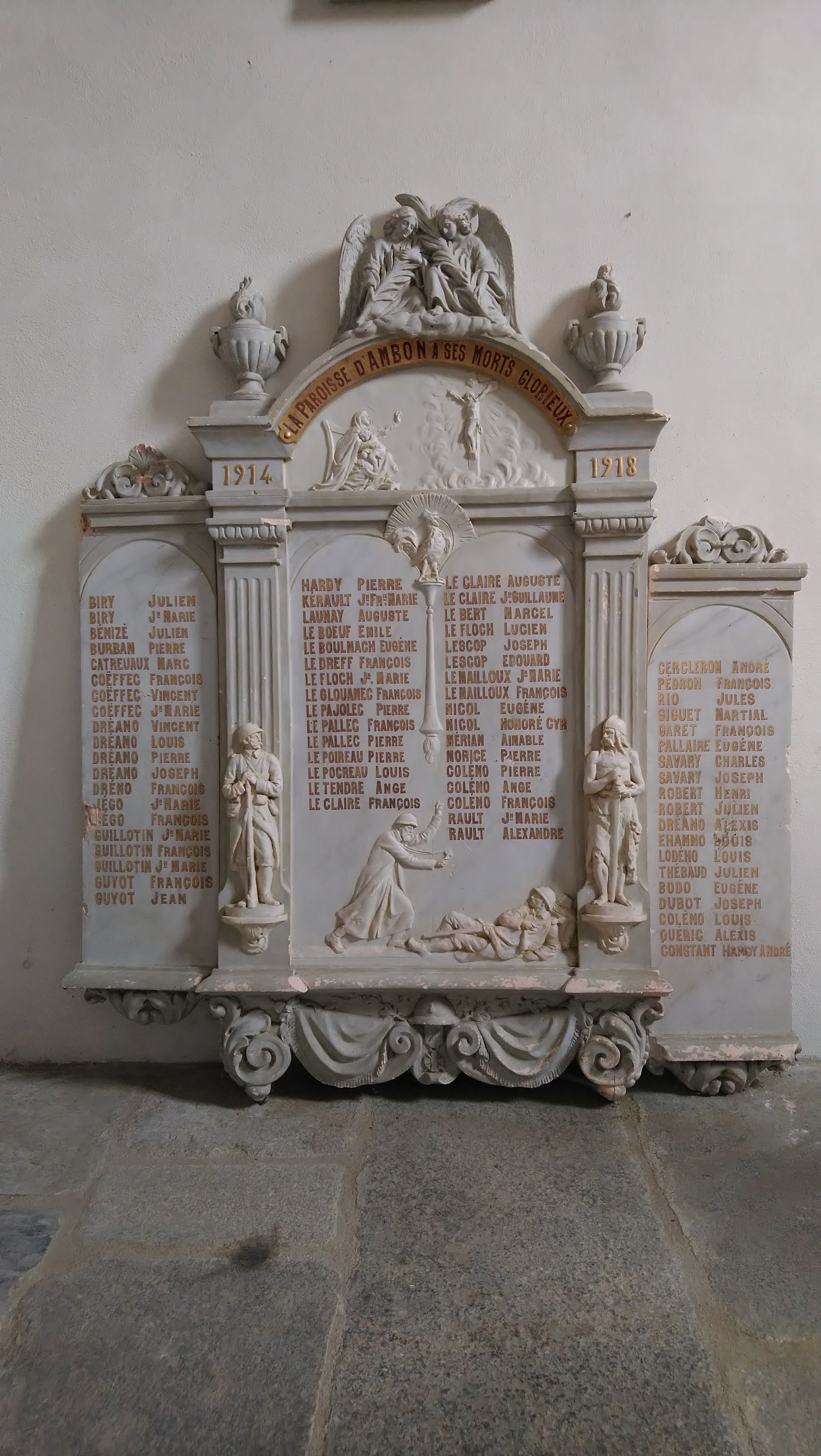
Monument aux morts dans l'église Saint-Cyr-et-Sainte-Julitte d'Ambon.
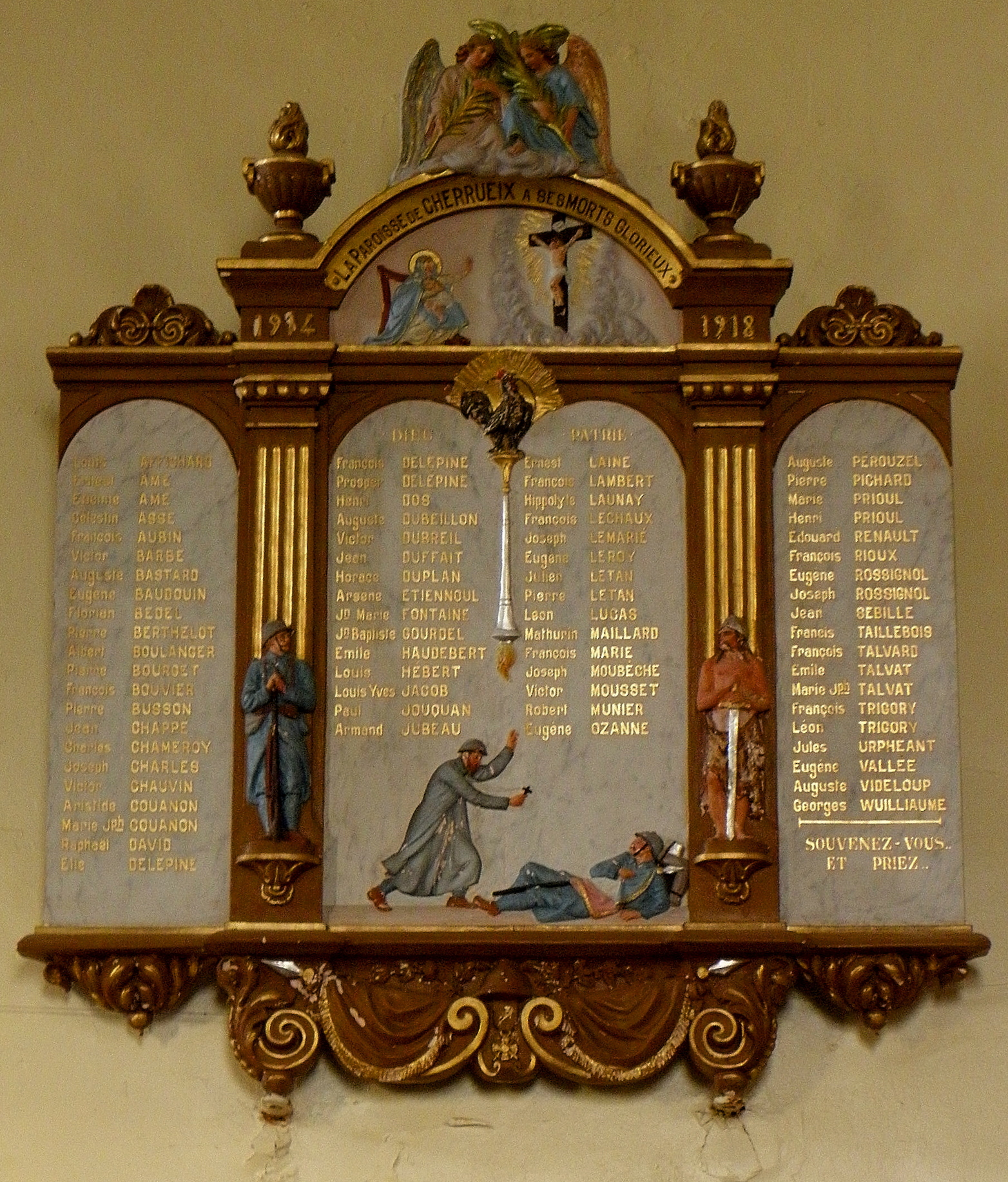
Monument aux morts dans l'église Notre-Dame de Cherrueix.
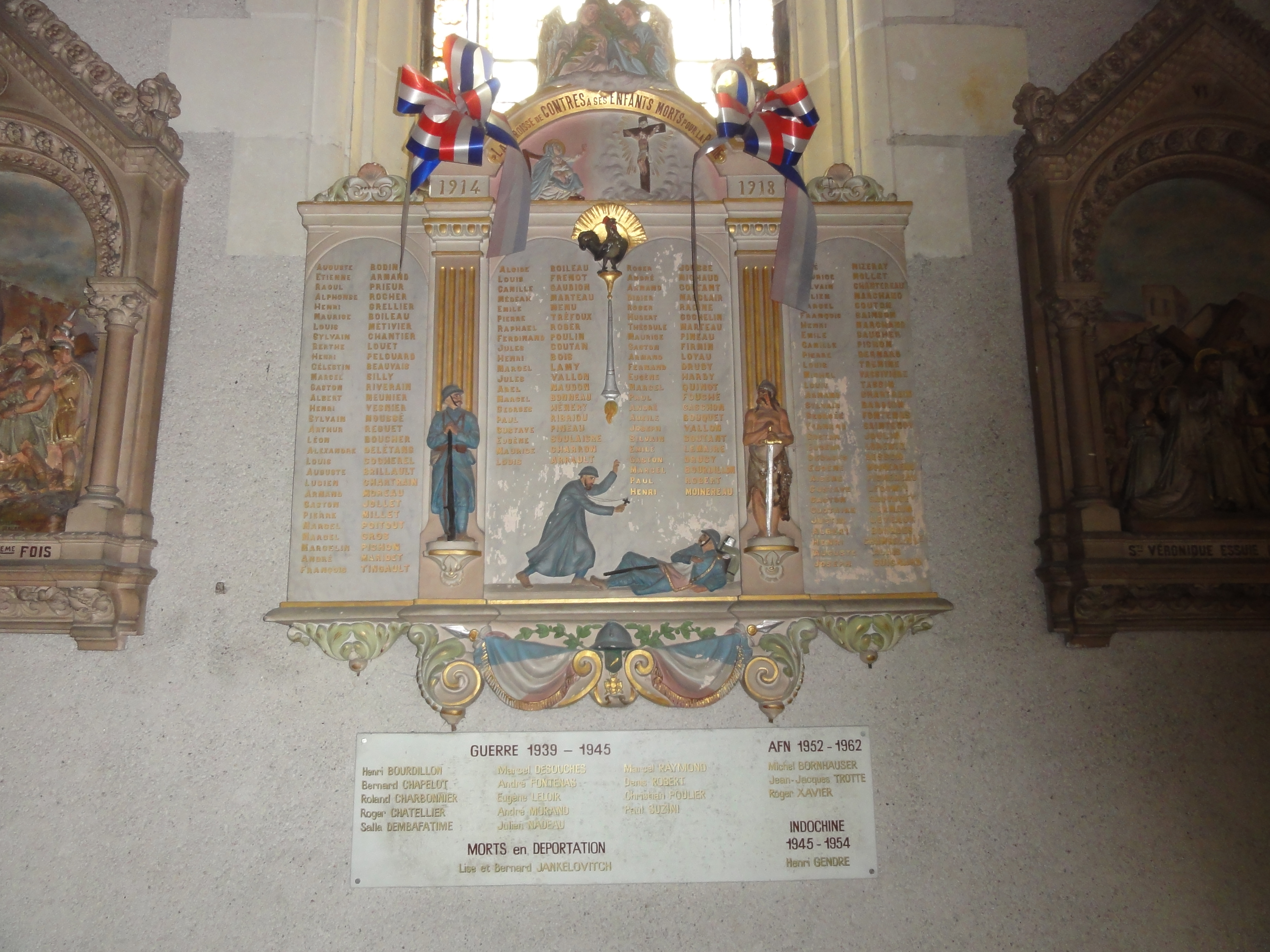
Monument aux morts dans l'église Saint-Cyr-et-Sainte-Julitte de Contres.
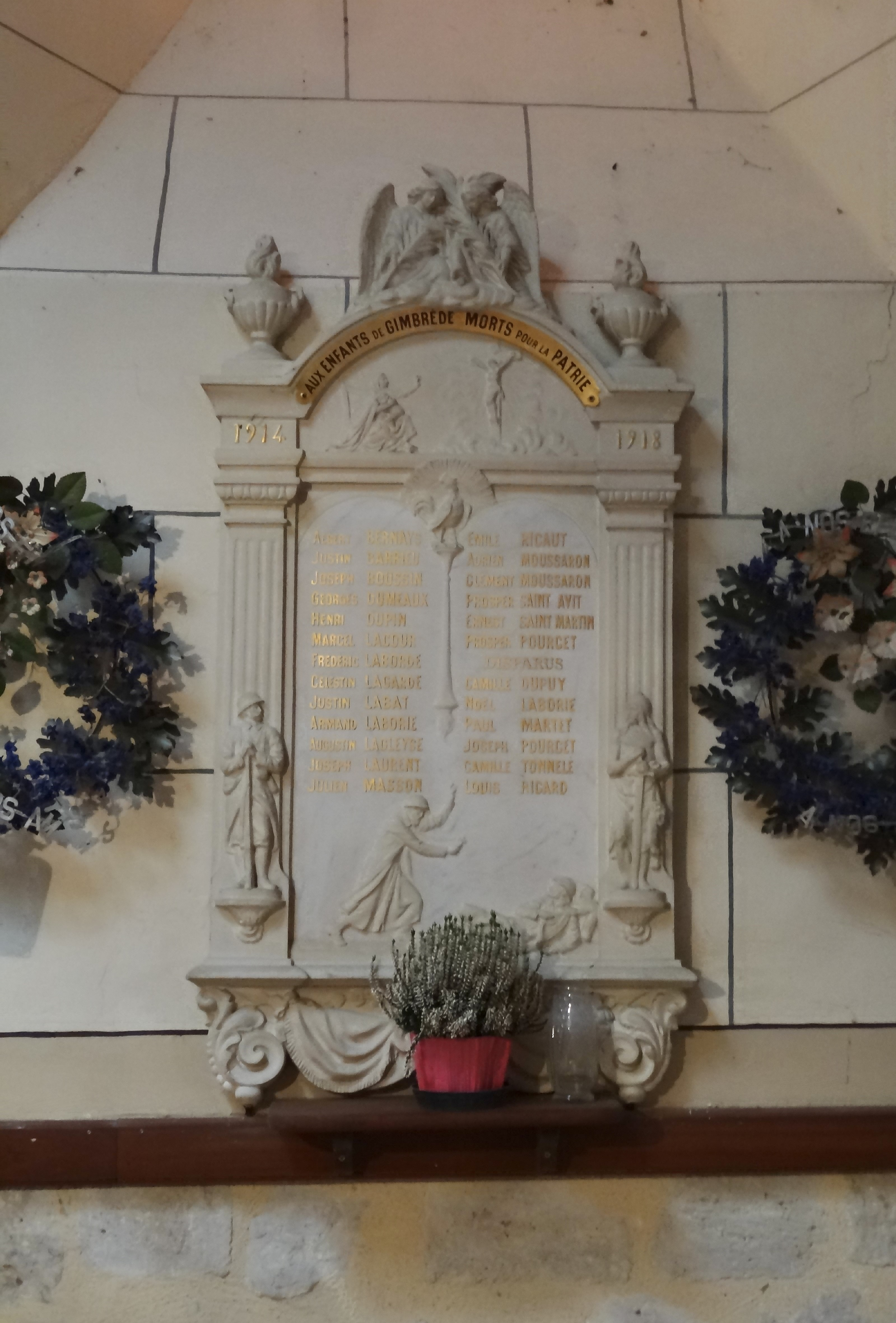
Monument aux morts dans l'église Saint-Georges de Gimbrède.
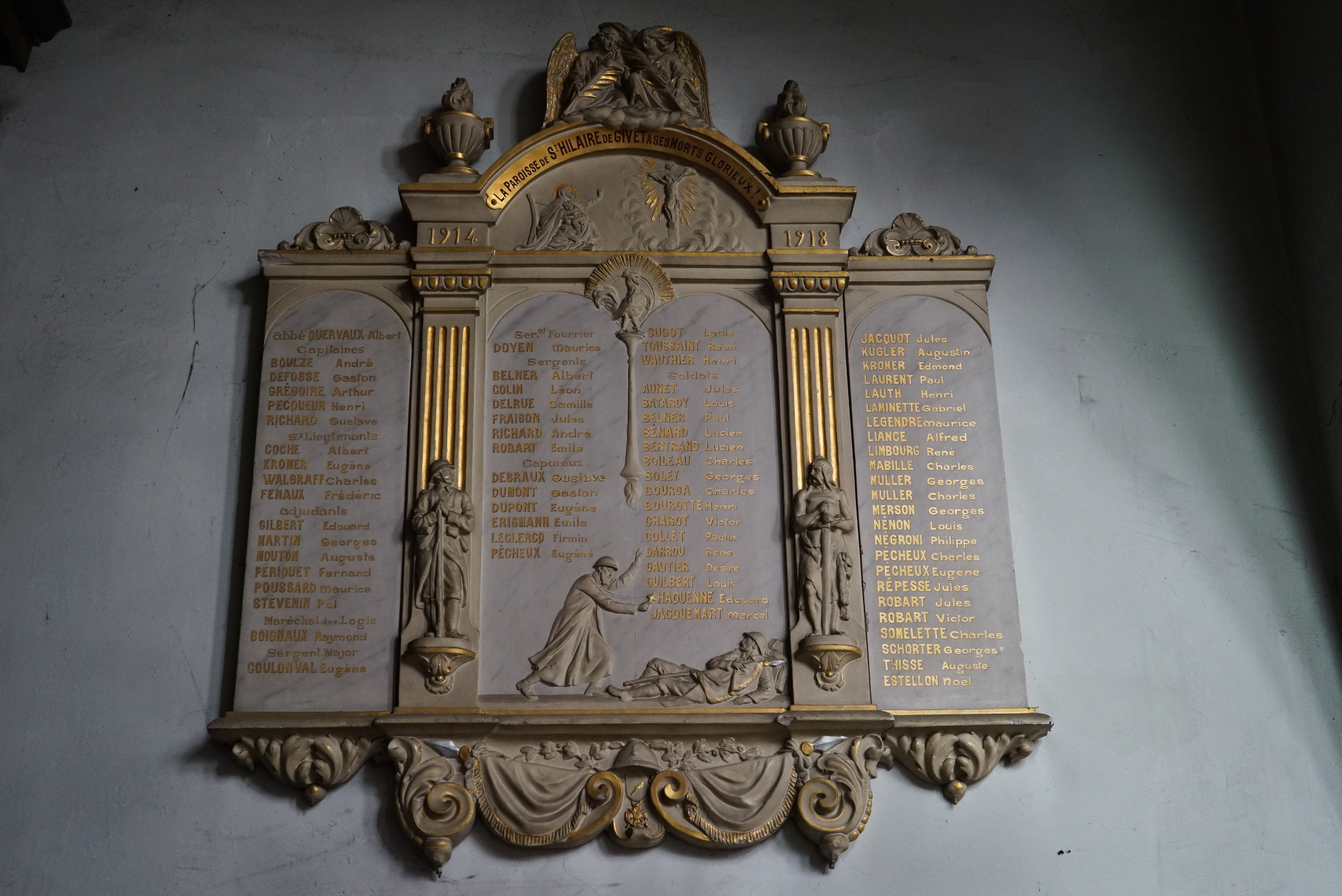
Monument aux morts dans l'église Saint-Hilaire de Givet.
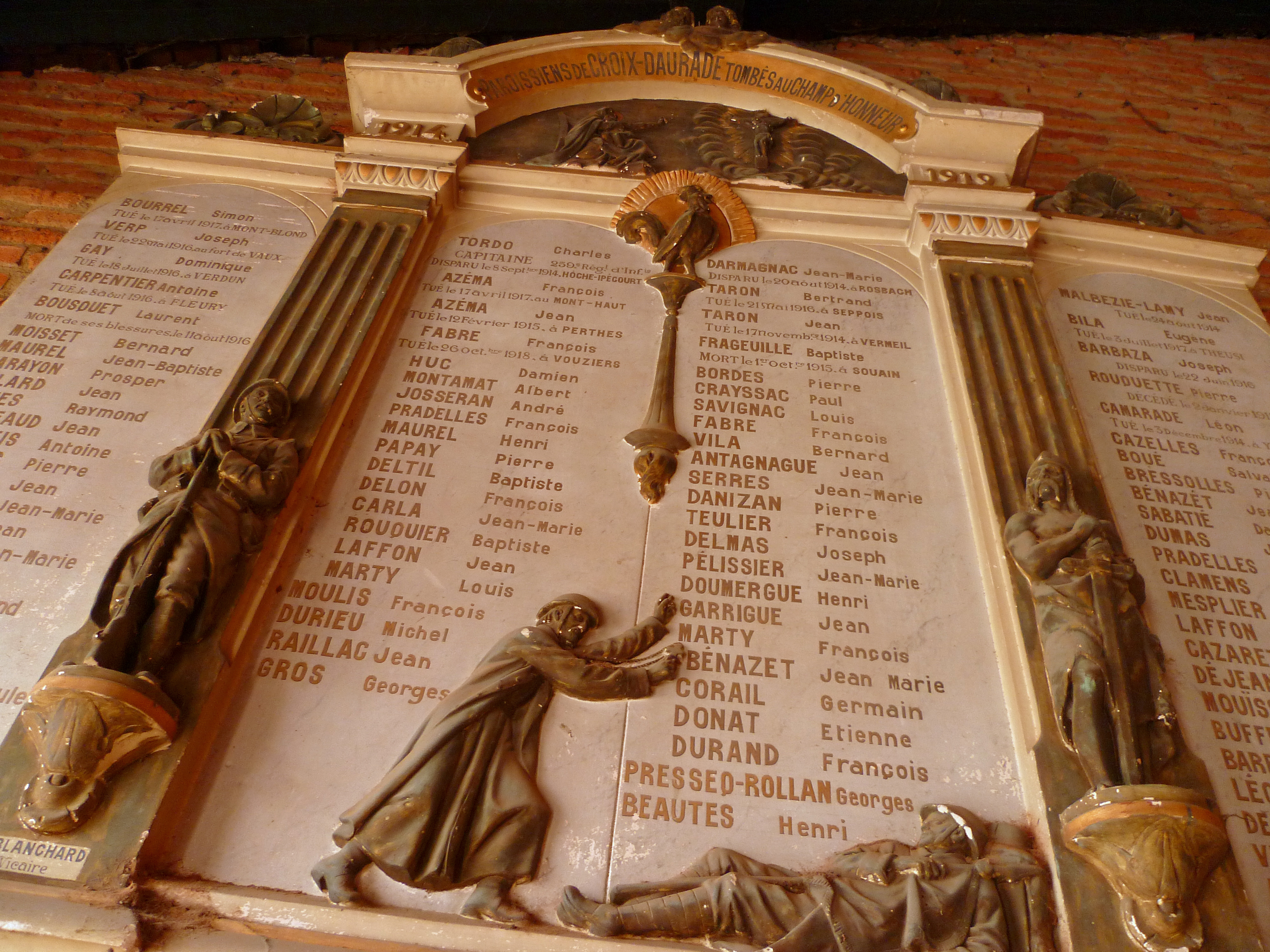
Monument aux morts sous le porche de l'église Saint-Caprais de Toulouse.
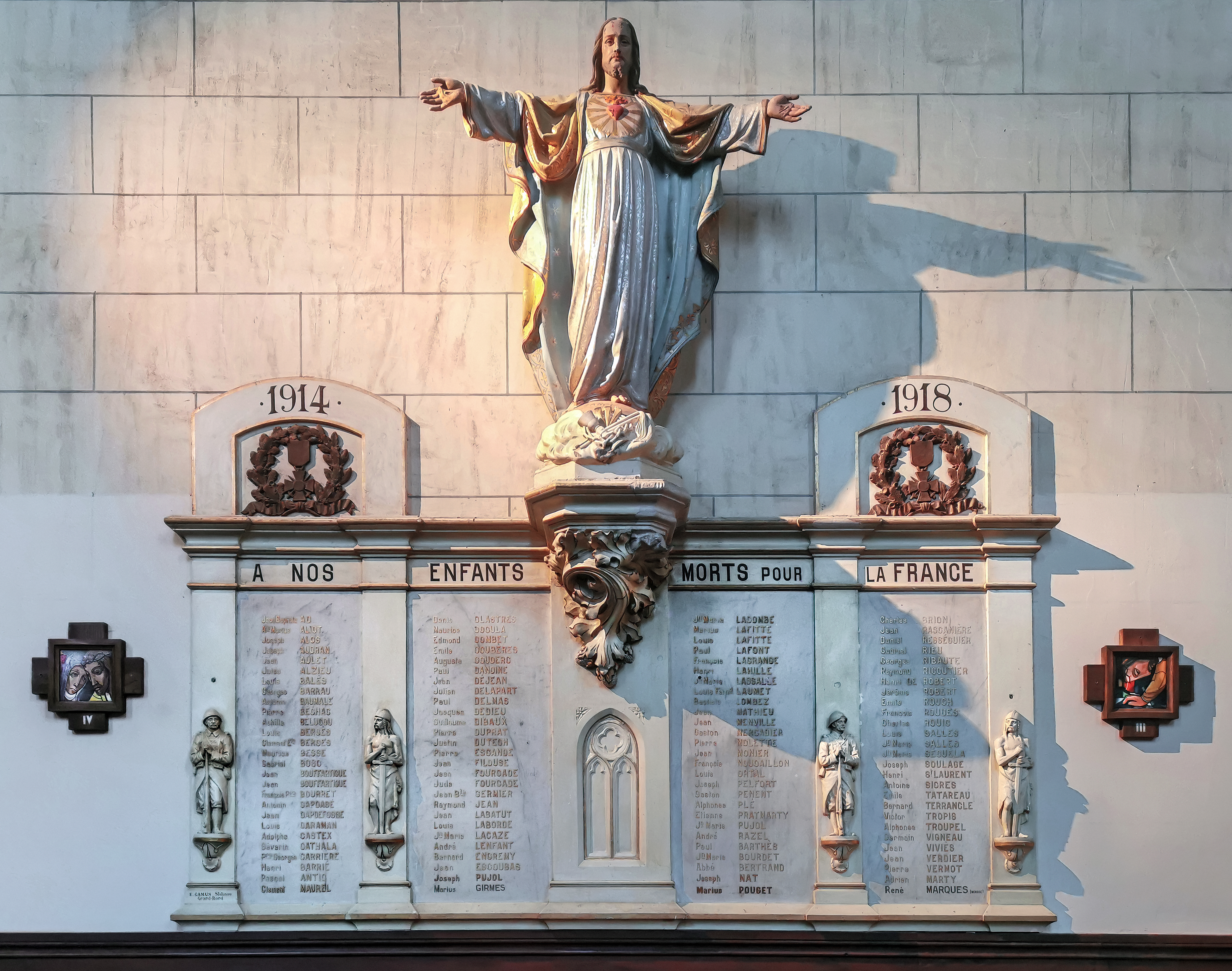
Monument aux morts de la paroisse de la Patte d'oie Toulouse.